# Gabinete do Xerife do Condado de Cook
O Gabinete do Xerife do Condado de Cook é a principal agência de aplicação da lei que atende o Condado de Cook, Illinois . É o segundo maior gabinete do xerife dos Estados Unidos, com mais de 6.900 funcionários quando em plena atividade operacional. Está sob a liderança do Xerife do Condado de Cook, atualmente Thomas Dart .
Assim como outros gabinetes de xerifes em Illinois, o Xerife pode fornecer todas as funções tradicionais de aplicação da lei, incluindo patrulhas e investigações em todo o condado, independentemente dos limites municipais, mesmo na cidade de Chicago, mas costumar limitar suas funções de policiamento ostensivo a áreas não incorporadas do condado porque as áreas não incorporadas são a jurisdição primária de um gabinete de Xerife no estado de Illinois. Os serviços de patrulha da Polícia do Xerife geralmente não são necessários em cidades incorporadas porque elas estabelecem seus próprios departamentos de polícia.
Os xerifes-adjuntos fornecem os outros serviços do gabinete, como citação, execução de despejos e taxas, segurança de tribunais, segurança e operação dos mais de 9.000 detentos da Cadeia do Condado de Cook, transporte de prisioneiros e supervisão dos programas de reabilitação de infratores. 

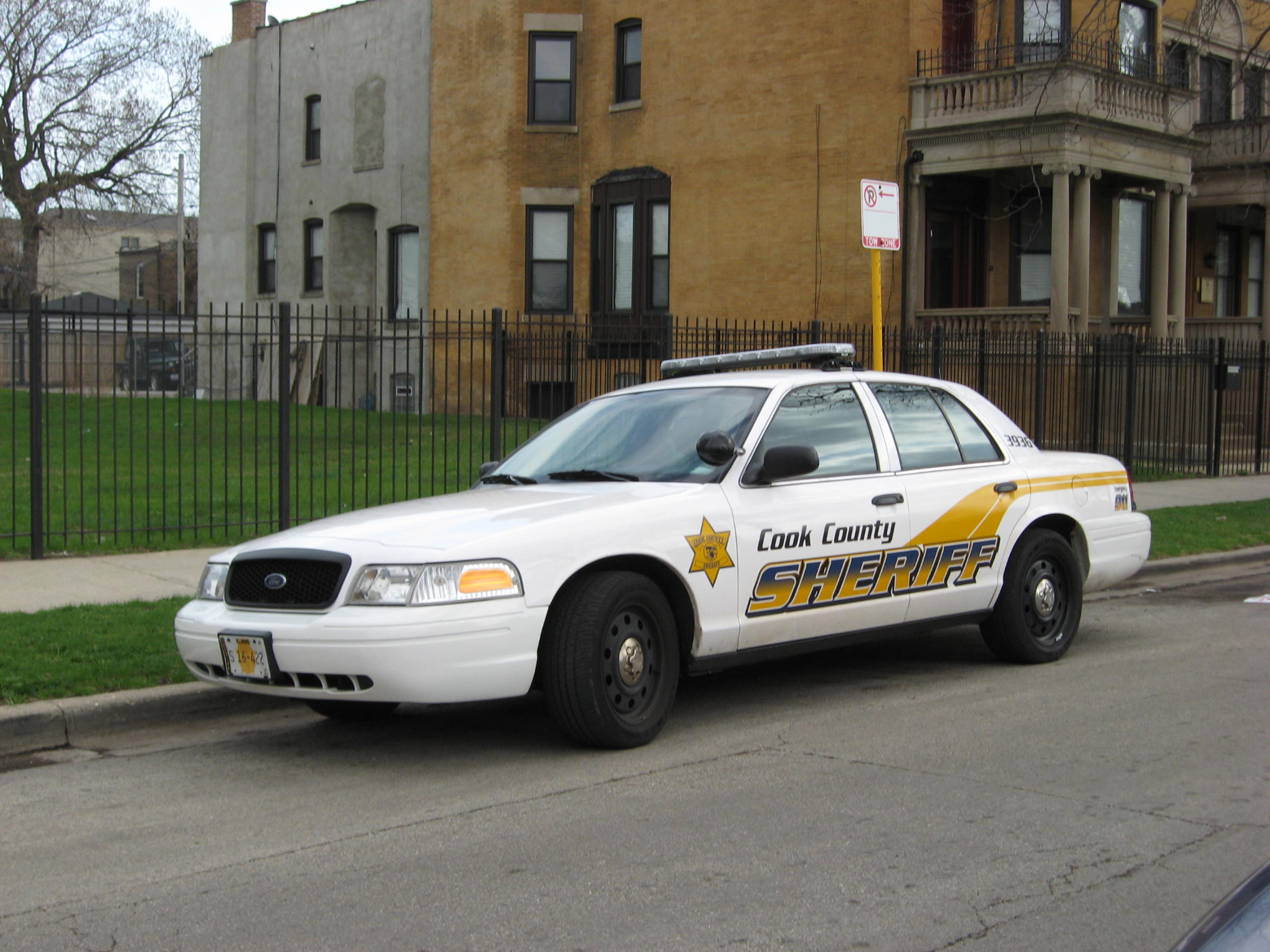
Um Ford Crown Victoria Police Interceptor do Gabinete do Xerife do Condado de Cook

## Departamentos Internos do Gabinete do Xerife
O Gabinete do Xerife do Condado de Cook é dividido em vários departamentos. 

### Polícia do Xerife
O Departamento de Polícia do Xerife do Condado de Cook é composto por mais de 500 oficiais, encarregados de patrulhar áreas não incorporadas do condado, bem como auxiliar departamentos de polícia suburbanos com operações policiais, incluindo, mas não se limitando a, serviços de detetive e evidências, repressão a narcóticos, detecção e descarte de bombas, operações antidrogas, repressão a criminalidade urbana e incidentes com reféns / barricadas / terrorismo . Aproximadamente 109.000 pessoas vivem em comunidades não incorporadas no Condado de Cook, dentre os 5,3 milhões de habitantes do condado. A Academia de Treinamento Policial do Xerife do Condado de Cook treina recrutas policiais do departamento, bem como aqueles de agências suburbanas.

### Detenção e correções
O Departamento de Correções do Xerife do Condado de Cook é um dos maiores departamentos prisionais de prisão preventiva do mundo. Os xerifes-adjuntos designados ao Departamento de Correções são responsáveis pela segurança de mais de 9.000 detidos, muitos dos quais são criminosos violentos que aguardam julgamento no sistema de tribunais criminais. 
- A Unidade de Buscas de Fugitivos da Polícia do Xerife é responsável pela apreensão de fugitivos procurados por mandados de prisão por crimes. Esta unidade trabalha em estreita colaboração com a Força-Tarefa dos Grandes Lagos do Serviço de Delegados dos Estados Unidos e também é responsável pela extradição de infratores de fora da área do Condado de Cook.
- O Gabinete do Xerife BII/Unidade de Inteligência Criminal é um centro de informações vital que reúne informações sobre gangues dentro do Departamento de Correções e preenche a lacuna de informações entre todas as divisões do gabinete do xerife e agências externas. Esta unidade também é responsável por serviços de investigação em instalações correcionais e judiciais e é apresentada na série de televisão da MSNBC "The Squeeze". [3]
- A Divisão de Desvio Prisional e Prevenção ao Crime foi criada para tornar o Gabinete do Xerife do Condado de Cook mais útil e acessível aos moradores. Ela opera muitos programas preventivos e educacionais vitais que municípios, escolas e cidadãos comuns podem aproveitar gratuitamente. Os programas incluem prevenção de DUI e direção distraída, remoção de pichações, série de palestrantes New Path e o programa SMART.

### Assuntos internos
O Escritório de Revisão Profissional investiga alegações de má conduta dentro do gabinete do xerife.

### Serviços judiciais
O Departamento de Serviços Judiciais fornece segurança para todos tribunais, juízes e outros funcionários do governo, bem como para os prisioneiros que estão em julgamento.  Além de fornecer segurança ao tribunal, os xerifes-adjuntos operam postos de segurança na entrada de cada instalação, onde muitas prisões são feitas todos os anos de indivíduos que tentam entrar com armas, drogas e outros contrabandos. O Departamento de Serviços Judiciais também executa ordens judiciais, como despejos.